# 南希·莱昂斯
南希·莱昂斯（英語：Nancy Lyons，1930年4月12日—），澳大利亚女子游泳运动员。她曾代表澳大利亚参加1948年和1952年夏季奥林匹克运动会游泳比赛，其中1948年奥运会获得一枚银牌。